# Clitellio poseidonicus
Clitellio poseidonicus är en ringmaskart som beskrevs av Finogenova 1985. Clitellio poseidonicus ingår i släktet Clitellio och familjen glattmaskar. Inga underarter finns listade i Catalogue of Life.